# Пролетарский (Любинский район)
Пролета́рский — посёлок в Любинском районе Омской области России. Административный центр Пролетарского сельского поселения.

## География
Населённый пункт находится на юго-западе центральной части Омской области, в лесостепной зоне, в пределах Ишимской равнины, на расстоянии примерно 31 км (по прямой) к западу-северо-западу (WNW) от посёлка городского типа Любинский, административного центра района. Абсолютная высота — 116 мнад уровнем моря.

### Часовой пояс
Посёлок Пролетарский, как и вся Омская область, находится в часовой зоне МСК+3. Смещение применяемого времени относительно UTC составляет +6:00.

## Население
| 2010 |
| ---- |
| 524  |

### Гендерный состав
По данным Всероссийской переписи населения 2010 года, в гендерной структуре населения мужчины составляли 47,9 %, женщины — соответственно 52,1 %.

### Национальный состав
Согласно результатам переписи 2002 года, в национальной структуре населения русские составляли 80 % из 642 чел.

## Улицы
| - ул. 60 лет Октября, - ул. 70 лет Октября, - ул. Берёзовая, - ул. Зелёная, | - ул. Карбышева, - ул. Октябрьская, - ул. Советская, - ул. Школьная. |